# Batalla de Tsjinvali
La batalla de Tsjinvali inició la guerra ruso-georgiana (2008), cuando tropas de Georgia atacaron por sorpresa a la república de facto independiente de Osetia del Sur. Las autoridades georgianas consideraban aquel territorio como propio y una zona rebelde desde hacía años frente a su gobierno. Los combates, que duraron tres días, destruyeron gran parte de la ciudad de Tsjinvali, capital de la república separatista, y causaron graves pérdidas entre la población civil.

## Combates
Las ciudades de Gori (Georgia) y Tsjinvali (Osetia del Sur) están localizadas en el valle del río Liakhvi, separándolas 32 kilómetros de distancia. Los días previos al ataque las fuerzas georgianas se acuartelaron en Gori, para después dirigirse a Tsjinvali, presumiblemente el objetivo principal. Se especuló, teniendo en cuenta el precedente de la guerra civil, que el túnel de Roki en la frontera ruso-osetia, principal paso de refuerzos a la república separatista, sería el último objetivo militar de las tropas georgianas.
El ejército de Georgia inició los movimientos militares ofensivos durante la noche del 7 al 8 de agosto, con fuego previo de artillería sobre las posiciones enemigas y bombardeos aéreos con aviones Su-25. Según fuentes rusas, estos ataques devastaron gran parte de la ciudad. A las 4:45 a. m. de esa misma madrugada, el ministro de Georgia para la reintegración, Temuri Yakobashvili, anunció que Tsjinvali estaba prácticamente rodeada por tropas de su país. Horas después, las filas georgianas avanzaron hacia la ciudad, produciéndose duros efrentamientos urbanos contra los defensores. Durante el combate, fueron destruidos varios tanques georgianos y hubo diversas escaramuzas que llegaron al cuerpo a cuerpo. Sin embargo, las filas de Georgia continuaron con su avance, incendiando a su paso el palacio presidencial y causando bajas entre soldados de paz rusos. El gobierno de Tiflis aseguró tener el control de la ciudad, aunque el gobierno separatista afirmaba lo contrario.
La mañana del 8 de agosto, tropas rusas pertenecientes al 58.º ejército con apoyo de sus fuerzas aéreas cruzaron la frontera internacional que separa Osetia del Norte - Alania de Osetia del Sur, atravesando del túnel de Roki. Según algunas fuentes iban acompañadas de voluntarios. Cuando estas fuerzas llegaron a Tsjinvali se produjeron enfrentamientos contra fuerzas de Georgia, que se vieron obligadas a retirarse parcialmente hacia el sur. La base aérea de Vaziani, a pocos kilómetros de Tiflis, fue bombardeada por la aviación rusa.

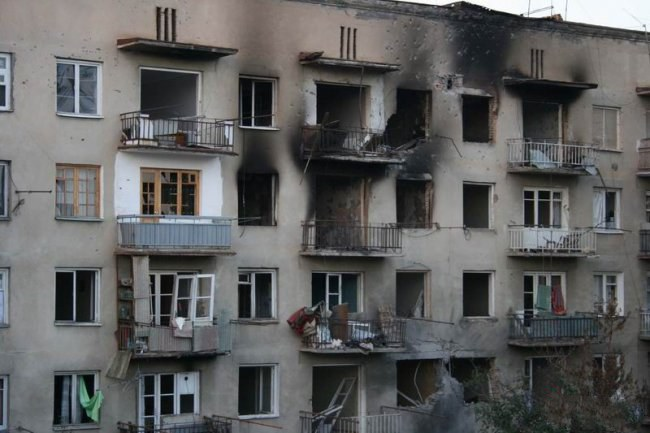
Tsjinvali después del asalto de las tropas georgianas

El 9 de agosto los enfrentamientos se recrudecieron al iniciar Georgia un contraataque, presumiblemente con el objetivo de lograr un alto el fuego con posiciones ventajosas al día siguiente. Los georgianos, que habían sido obligados a retroceder posiciones durante las horas previas, consiguieron reagruparse y organizar la contraofensiva para recuperar la ciudad, usando para ello lanzacohetes de gran calibre. Rusia sufrió 21 pérdidas humanas y materiales, y el comandante del 58.º ejército, Anatoli Jruliov, fue herido en una emboscada. Sin embargo, la ofensiva no dio resultando, y según fuentes surosetias, Georgia perdió decenas de hombres y tres tanques. Los soldados georgianos fueron obligados a retroceder posiciones, desplazándose los combates a las afueras de la ciudad. Al mismo tiempo, los rusos iniciaron un ataque aéreo contra puntos cercanos a la ciudad de Gori.
El 10 de agosto, las tropas osetio-rusas tomaron el control de la ciudad y de los alrededores, rechazando por la mañana la oferta georgiana de alto el fuego. Fuentes rusas informaron de la presencia de pequeños grupos de militares georgianos que no habían abandonado el lugar y de francotiradores ocultos. Los ataques aéreos contra Gori continuaron.

## Bajas

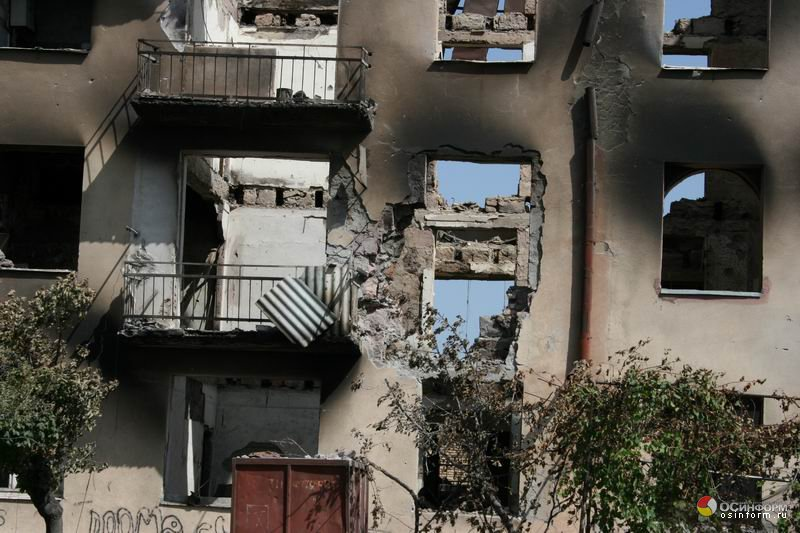
Edificio severamente dañado por la artillería

Las bajas civiles siguen siendo uno de los aspectos menos claros y más controvertidos de toda la batalla. Según las autoridades osetias, la agresión georgiana ocasionó más de 1400 civiles muertos y decenas de miles de desplazados. Las autoridades rusas aumentaron la cifra de muertos a más de 2000 (sobre una población de 32000 personas antes de que empezase la guerra). Este hecho fue calificado por el gobierno surosetio como genocidio, pero negado categóricamente por el georgiano. Human Rights Watch a la primera estimación de 2000 muertos en Tsjinvali la calificó de cantidad "dudosa" y "muy sospechosa". A día 17 de septiembre eran 365 los civiles surosetios muertos que habían sido identificados y confirmados de manera oficial por una comisión especial surosetia.
Los ataques aéreos rusos contra Gori también habrían producido bajas en la población. Además de estas pérdidas civiles, habrían muerto dos periodistas rusos que cubrían los combates mientras acompañaban a elementos blindados del 58.º ejército, en los mismos enfrentamientos en los que fue herido el general Jruliov.
Al poco de terminar la guerra, Rusia confirmó la muerte de 17 de sus soldados y 150 heridos, aunque con posterioridad se amplió ese número a 71 soldados fallecidos. Según fuentes occidentales pero no confirmadas oficialmente, del lado georgiano habrían muerto 200 hombres, incluidas las bajas en los combates terrestres en la ciudad de Tsjinvali y durante los bombardeos rusos a bases en territorio de Georgia. Además, las autoridades militares osetias aseguraron haber encontrado mercenarios extranjeros muertos junto a las bajas georgianas, incluyendo "negros". Este hecho no ha sido confirmado por el gobierno de Georgia.

## Reacciones diplomáticas ante el inicio de las hostilidades

### 7 de agosto
- El gobierno surosetio afirmó que su país estaba sufriendo una agresión militar a gran escala.[31]
- El Secretario General de las Naciones Unidas, Ban Ki-moon, expresó su preocupación ante la escalada de violencia, pidiendo a las partes beligerantes que "se abstuvieran de emprender acciones que agravaran más la situación y que supusieran una amenaza para la seguridad de la región".[32]

### 8 de agosto
- En una reunión de la OSCE, el representante de Georgia dijo que la operación de su país "no era militar, sino anti-criminal".[33] La entrada de parte del 58.º ejército ruso en Osetia del Sur y el bombardeo de las fuerzas aéreas de este mismo país contra territorio georgiano fue considerado por el gobierno de Tiflis como una declaración de guerra implícita. Al mismo tiempo, pidieron ayuda a la comunidad internacional, y más específicamente a los EE. UU. y a la OTAN, para que frenaran la, a su juicio, agresión rusa.[17]
- El gobierno de Rusia afirmó no estar en guerra con Georgia pero advirtió que los responsables de muertes de civiles y soldados rusos de las fuerzas de paz no quedarían impunes.[23][33] El despliegue militar se limitaba a los 500 soldados estipulados por los acuerdos de paz. El ministro de exteriores Serguéi Lavrov insinuó un posible genocidio en Osetia del Sur con la destrucción de 8 aldeas.[20]
- El gobierno abjaso criticó duramente la operación georgiana contra Osetia. Justificó un despliegue de tropas en su frontera con Georgia afirmando que "Lo que ocurre hoy en Osetia del Sur, mañana puede ocurrir en Abjasia. Así no podemos seguir." Se intensificaron sus contactos con Rusia, pese a que esta última asegurara que un avance militar de Abjasia por territorio ocupado por Georgia constituiría una violación de los acuerdos de paz.[17]
- Estados Unidos pidió un cese de las hostilidades y respaldó la integridad territorial de Georgia.[17]
- El presidente francés y a la vez presidente de turno de la Unión Europea, Nicolas Sarkozy, aseguró que EE. UU. y la U.E. enviarían una delegación conjunta para negociar el alto el fuego.[34]
- La Cruz Roja Internacional instó a que las partes combatientes abriesen un corredor humanitario que permitiese evacuar a los heridos de Tsjinvali.[35]